# Stelis mirabilis
Stelis mirabilis är en orkidéart som beskrevs av Rudolf Schlechter. Stelis mirabilis ingår i släktet Stelis och familjen orkidéer. Inga underarter finns listade i Catalogue of Life.